# Seinen (genre)
Seinen (青年, letterlijk 'jonge man') is een vorm van manga en anime die zich voornamelijk richt op jonge volwassen mannen. Het woord komt uit het Japans.

## Kenmerken
Seinen bevat doorgaans één of meerdere van de volgende elementen:
- een complexe verhaallijn, variërend van licht surrealistisch of slice of life tot zeer depressief
- personages die diepgaand van karakter zijn (zogenaamd meerlagige karakters)
- realistisch uitgebeelde emoties
- humor met soms een dubbele lading
- soms een divers gehalte aan fanservice

Anders dan bij shonen ligt de nadruk in seinen niet op actie en avontuur, hoewel dit wel voorkomende elementen kunnen zijn. Ook gaat het ervan uit dat diens lezers kanji kunnen lezen zonder furigana. Het vrouwelijke equivalent van seinenmanga is joseimanga.

## Geschiedenis
Een van de eerste mangatijdschriften in Japan was voor seinenmanga. Weekly Manga Times werd voor het eerst uitgebracht in 1956. Het beoogde een publiek bestaande uit mannen van middelbare leeftijd en publiceerde erotische fictie en yakuza-verhalen. In 1959 verschenen de eerste shonenmagazines: Weekly Shonen Magazine en Weekly Shonen Sunday. In 1967 volgde het eerste tijdschrift voor magazines voor jonge mannen: Weekly Manga Action. Dit magazine publiceerde hitreeksen als Lupin III, Lone Wolf and Cub en Crayon Shin-chan. Big Comic volgde in 1968 en Big Comic Original kwam er in 1972. In 1979 kwam uitgeverij Shueisha op de proppen met het seinenmagazine Weekly Young Jump.

## Voorbeelden van seinen-series
Net als bij shonen zijn verschillende seinenmanga ook als anime uitgebracht. Omdat seinenmanga vrij heftig kan zijn, wordt de daarop gebaseerde anime soms zodanig aangepast dat die geschikt is voor een breder publiek. Voorbeelden van seinenmanga en -anime zijn:
- Azumanga Daioh
- JoJo's Bizarre Adventure (manga)
- Hellsing
- Chobits
- Elfen Lied
- Ah! My Goddess!
- Kimi ga nozomu eien
- Gunslinger Girl
- Zero no Tsukaima
- xxxHolic